# Ironija sudbine — Nastavak
Ironija sudbine - nastavak (ru. Ирония судьбы. Продолжение) je nastavak jednog od najpopularnijih sovjetskih filmova - Ironija sudbine iz 1975.
Film je prikazan premijerno 21. decembra 2007. jer je po tradiciji prvi deo prikazivan za novogodišnju noć na televiziji.

## Zanimljivosti
- Mila Jovović je trebalo da glumi Nađu ali je odbila posle čitanja scenarija.
- Kroz film se reklamiraju proizvodi mnogih kompanija, a često su prikzani i u punom planu. Neke od kompanija koje su promovisale svoje proizvode kroz film su Nokia, Tojota, Calve, Beeline, Aeroflot, Faberlic votka-Russian Standard

## Spoljašnje veze
- Zvanični sajt filma
- Trejleri (YouTube)
- Sajt protivnika filma na Ruskom
- Članak o premijeri filma na ruskom - Первая кинорецензия на «Иронию судьбы-2»